# 금강문
금강문은 절에서 일주문(一柱門)다음에 위치하는 문이된다. 이곳에는 불법의 수호신인 금강역사를 모신다. 대신 천왕문(天王門)이 건축되기도 한다.

## 같이 보기
- 당간
- 일주문
- 불교